# Oszmiana (stacja kolejowa)
Oszmiana (biał. Ашмяны, ros. Ошмяны) – stacja kolejowa w miejscowości Stacja Oszmiana, w rejonie oszmiańskim, w obwodzie grodzieńskim, na Białorusi. Leży na linii Mińsk – Wilno.
Nazwa stacji pochodzi od miasta rejonowego Oszmiana (oddalonego ok. 25 km w linii prostej od stacji). Stacja istniała przed II wojną światową. W dwudziestoleciu międzywojennym leżała w Polsce.
Ze stacji odchodzi linia do Bobrownik, będąca kolejowym połączeniem Białoruskiej Elektrowni Jądrowej.